# Neil Zaza
Neil Zaza est un guitariste rock/blues et de metal neoclassique américain. Il joue sur des guitares Kiesel. 

## Biographie
Neil Zaza est né à Northfiel Center dans l'Ohio, il commence la guitare à 10 ans à l'université d'Akron.
En 1987 il forme le groupe de rock Zaza. Après le succès de Maybe Tomorow, Neil Zaza quitte le groupe pour se lancer dans une carrière solo.
En 1992 il sort son premier album solo Two Hands, One Heart.
En 1993 il sort Thrills and Chills produit par Michael Morales. La même année Zaza devient le guitariste soliste du Hartford Symphonic Orchestra.
En 1996 sort l'album Sing avec le succès « I'm Alright » puis « Ten Zen Men Project ».
Douze autres albums sortiront jusqu'en 2022.

## Discographie
- Just Get It (1989) du groupe Zaza
- Party With The Big Boys (1991) du groupe Zaza
- Two Hands One Heart (1992)
- Thrills & Chills (1993)
- Sing (1996)
- Ten Zen Men Project (1996)
- Snap, Crackle & Pop...Live! - (1997)
- Staring at the Sun (1999)
- One Silent Night Volume 1 (2002)
- One Silent Night Volume 2  (2002)
- Melodica (2004)
- When Gravity Fails (2006)
- 212 (2011)
- Clyde the Cat (2012)
- Peach (2015)
- Live at the Kent Stage (2017)
- One Dark Knight (2018)
- Vermeer (2022)